# Cloud Commander
Cloud Commander — двопанельний файловий менеджер для операційних систем Linux, Windows та Mac OS. Програма написана мовою програмування JavaScript. Cloud Commander є вільним програмним забезпеченням та поширюється під ліцензією MIT.

## Особливості
- Роздподілення на клієнтську та серверну частини, що дозволяє підключатись віддалено.
- Працює в браузері[3].
- Авторизація є опціональною.
- Використовуються технології diff[4] та Web Storage для прискорення операцій зчитування та запису файлів[3].

## Можливості
- Меню, що з'являється при на тисканні правої кнопки миші.
- Швидкий перегляд текстових файлів та зображень.
- Робота з локальними файлами.
- Робота з хмарними сховищами (Dropbox, Google Drive)[3].
- Вбудований емулятор термінала[5].
- Вбудований текстовий редактор з підсвічуванням синтаксису.
- Drag-and-drop.

## Програмні компоненти, що використовуються
- Socket.IO
- Node.js — інтерпретатор.
- Ace — текстовий редактор.
- jq-console — емулятор терміналу.